# يافا القديمة
يافا القديمة هي أقدم جزء من مدينة يافا التي تقع في فلسطين التاريخية. تضم يافا القديمة اليوم العديد من المعارض الفنية والمطاعم والمسارح والمتاحف والنوادي الليلية، وهي أحد مناطق الجذب السياحي الرئيسية في إسرائيل.
تقع يافا القديمة شمال غرب يافا، على تلة على ضفاف البحر الأبيض المتوسط. جيولوجياً، تُمثل تلة يافا القديمة الطرف الشمالي القاري لسلسلة من الكركار.